# أسلوب بيتس

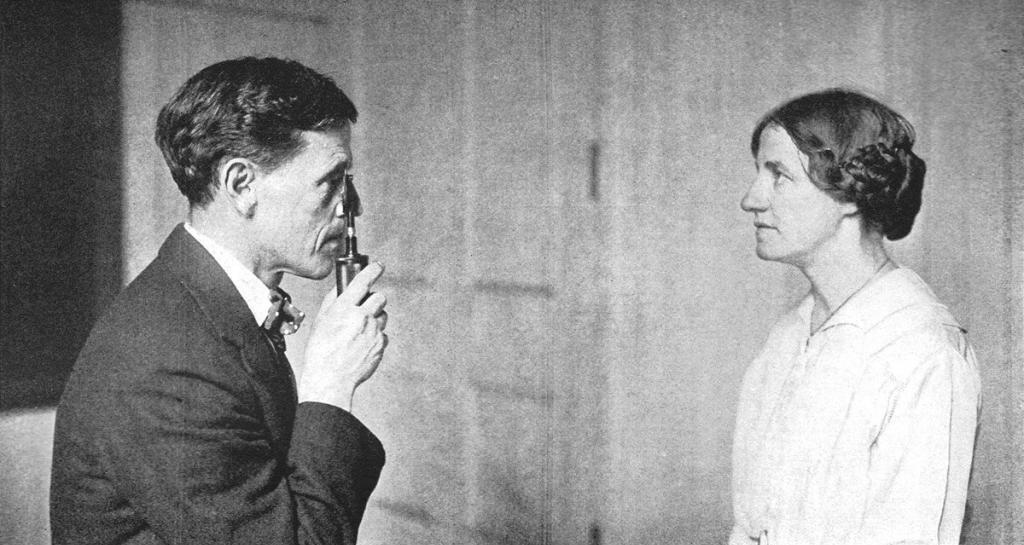
الدكتور بيتس مع مساعدته في عام 1920

أسلوب بيتس (بالإنجليزية: Bates Method)هو طب بديل يهدف إلى تحسين البصر أبتكره طبيب العيون الأمريكي ويليام بيتس الذي وجد أن استعمال النظارات الطبية لتحسين البصر غير نافع وغير ضروري، ونشر بيتس كتابا اسمه «الرؤية بدون نظارات» وضع فيه الكثير من تمارين الإسترخاء التي تساعد على تحسين الإبصار دون الحاجة إلى نظارات طبية، كان من أشهر مرضى بيتس الكاتب الأنكليزي ألدوس هكسلي الذي كان يعاني من التهاب القرنية ساعدته تمارين بيتس في الشفاء منها، وبعد ثلاث سنوات كتب هكسلي عن تجربته مع أسلوب بيتس في كتاب سماه فن الرؤية The Art of Seeing.
إن منتقدي أسلوب بيتس لا ينكرون فعاليته وحسب ولكن يحاولون إظهار العواقب السلبية المحتملة عند اتباعه. يمكن أن يعرّضوا عيونهم لأشعة الشمس المفرطة. وتعريض أنفسهم والآخرين للخطر من خلال عدم ارتداء العدسات التصحيحية أثناء قيادة السيارة، أو إهمال العناية بالعين التقليدية مما قد يؤدي إلى تطورات خطيرة.

## التاريخ المبكر
في عام 1891 نشر بيتس مقالا في صحيفة نيويورك الطبية مدعيا أنه قد صحح سبع حالات من قصر النظر، وفي عام 1911، نشر باتس مقالا يدعى فيه أنه علم بعض أطفال المدارس مصابين بقصر النظر كيف يركزون أبصارهم  بطريقة صحيحة في المسافات المختلفة، ونصح بأن تنشر المدارس مخطط سنيلين في كل فصل دراسي وتشجع الطلاب على قرائته بشكل يومي. في عام 1917، كون باتس مع برنار ماكفادن فريقا لعمل «دورة جديدة في تدريب العين» وأعلنا عنها بكثافة في مجلة الثقافة الجديدة. تم إسقاط اسم باتس لاحقا من الإعلان، لكن ماكفادن استمر في تسويق الدورة بالمراسلة بعد أن غير تسميتها إلى «تقوية العينين». انتقد مكتب أبحاث الجمعية الطبية الأمريكية الدورة واصفة إياها بالخطيرة، في عام 1920، نشر باتيس بنفسه كتاب «علاج الرؤية غير الصحيحة عن طريق العلاج بدون نظارات» (أو نظر صحيح بدون نظارات). المقالات التي كتبت بواسطة مساعده إيميلي ليرمان تم طباعتها عام 1926 في كتاب بعنوان قصص من العيادة، بعض هذه القصص ادعت أن هذه الطرق عالجت الماء الأزرق والساد فضلا عن عيوب الإنكسار، قدمت الغرفة التجارية الإتحادية شكوى ضد باتيس متهمة إياه بالدعاية الكاذبة أو المضللة.

## المبادئ الأساسية

### التكيف
التكيف هو العملية التي تزيد بواسطتها العين من قوة إبصارها للحفاظ على وقوع مركز الإبصار على الشبكية أثناء النظر إلى جسم قريب. ظلت القناعة الطبية سائدة بأن هذه العملية تحدث بواسطة العضلة الهدبية - وهي عضلة موجودة داخل العين - والتي تغير معدل انحناء عدسة العين الزجاجية. هذا التفسير مبنى على ملاحظة تأثير الأتروبين الذي يمنع التكيف مؤقتا عندما يؤثر على العضلة الهدبية، فضلا عن كون الصور المنعكسة على العدسة الزجاجية تصبح أصغر عندما تتحول بؤرة العدسة لرؤية شيء قريب، وهو ما يشير إلى تغير في حجم العدسة. رفض باتس هذا التفسير وقدم في كتابه الصادر عام 1920  صورا والتي قال  أنها توضح بقاء الصورة بنفس حجمها حتى عندما تغيرت بؤرتها مستنتجا من ذلك أن عدسة العين لم تؤثر في عملية التكيف. ومع ذلك أوضح أخصائي البصريات فيليب بولاك في عمله عام 1956 أن تلك الصور كانت مهزوزة لدرجة تجعل من المستحيل معرفة إذا ما كانت إحدى الصور أكبر من الأخرى، وهو ما يأتي على العكس من الصور الأخيرة التي أوضحت بجلاء وجود فرق في الصور المنعكسة، تماما كالذي تم ملاحظته منذ نهايات القرن التاسع عشر. أصر بيتس على تفسير آخر لعملية التكيف - والذي كان قد تم رفضه وقتئذ من المجتمع الطبي- اعتبر نموذج بيتس أن العضلات المحيطة بالعين هي التي تتحكم في بؤرة الإبصار. فبالإضافة إلى وظيفتها المعروفة في تحريك العين، اعتبر بيتس أنها تساهم أيضا في تحديد شكل العين،  بحيث تطيل مقلة العين لتركز على الأشياء القريبة أو تقصرها لتركز على الأشياء البعيدة. كتب الأديب العلمي جون جرانت، أن العديد من الحيوانات، بما فيها الأسماك، تكيف عينها عن طريق إطالة المقلة، كل ما هنالك أن الإنسان ليس أحد هذه الكائنات. أوضحت الفحوص العملية أن عين الإنسان أكثر صلابة بكثير من أن يتغير شكلها لحظيا للدرجة اللازمة لفعل ما شرحه بيتس. إن تغيرات صغيرة جدا في مقلة العين (18.6-19.2ميكرومتر) هي كل ما تستطيع العضلة الهدبية إحداثه خلال عملية التكيف. وهو ما يعتبر قليلا جدا لإحداث التغيرات اللازمة لتغير الرؤية وهو ما يعادل - 0.036 دايوبتر.

## بعض من تمارين بيتس

### التمرين الأول
يعتمد على إبقاء الرأس في وضع ساكن ثم تحريك العينين كعلامة زائد (+) بحيث تنظر بقدر الإمكان إلى أقصى اليمين والشمال ثم الأعلى والأسفل حوالي 12 مرة.

### التمرين الثاني
يعتمد على تحريك العينين كعلامة ضرب (X) إلى أقصى حد ممكن وتكراره 12 مرة.

### التمرين الثالث
فهو وضع أصبعك على مقربة من انفك والنظر إليه (حتى ترى خطوط البصمات) ثم تجاوزه للنظر إلى أي نقطة بعيدة على الجدار. وتكرار هذه الحركة بالتناوب 12 مرة.

### التمرين الرابع
تقريب وتبعيد أي ورقة إلى أدنى حد تستطيع معه القراءة (بدون نظارات) ثم محاولة القراءة بهذه الطريقة لأطول فترة ممكنة ويشترط هنا ان تكون عيناك في حالة استرخاء بحيث لاتجهدهما بمحاولة التركيز أو التقاط الحروف.